# Toshirō Mifune
(Akira Kurosawa)
Toshirō Mifune (三船 敏郎) (Qingdao, 1º aprile 1920 – Mitaka, 24 dicembre 1997) è stato un attore, produttore cinematografico e regista giapponese.
Tra i più noti e acclamati attori giapponesi del Novecento, è principalmente noto per le sue interpretazioni da protagonista in sedici film del regista Akira Kurosawa.
Attore versatile, dotato d'un notevole talento recitativo, è stato accostato a John Wayne per la presenza scenica e il carisma e, nel corso della sua prolifica carriera, ha interpretato ruoli di elevata complessità psicologica ed emotiva. Le sue prove recitative in diversi film ne fanno, anche a detta della critica, uno dei migliori attori della storia del cinema.

## Biografia

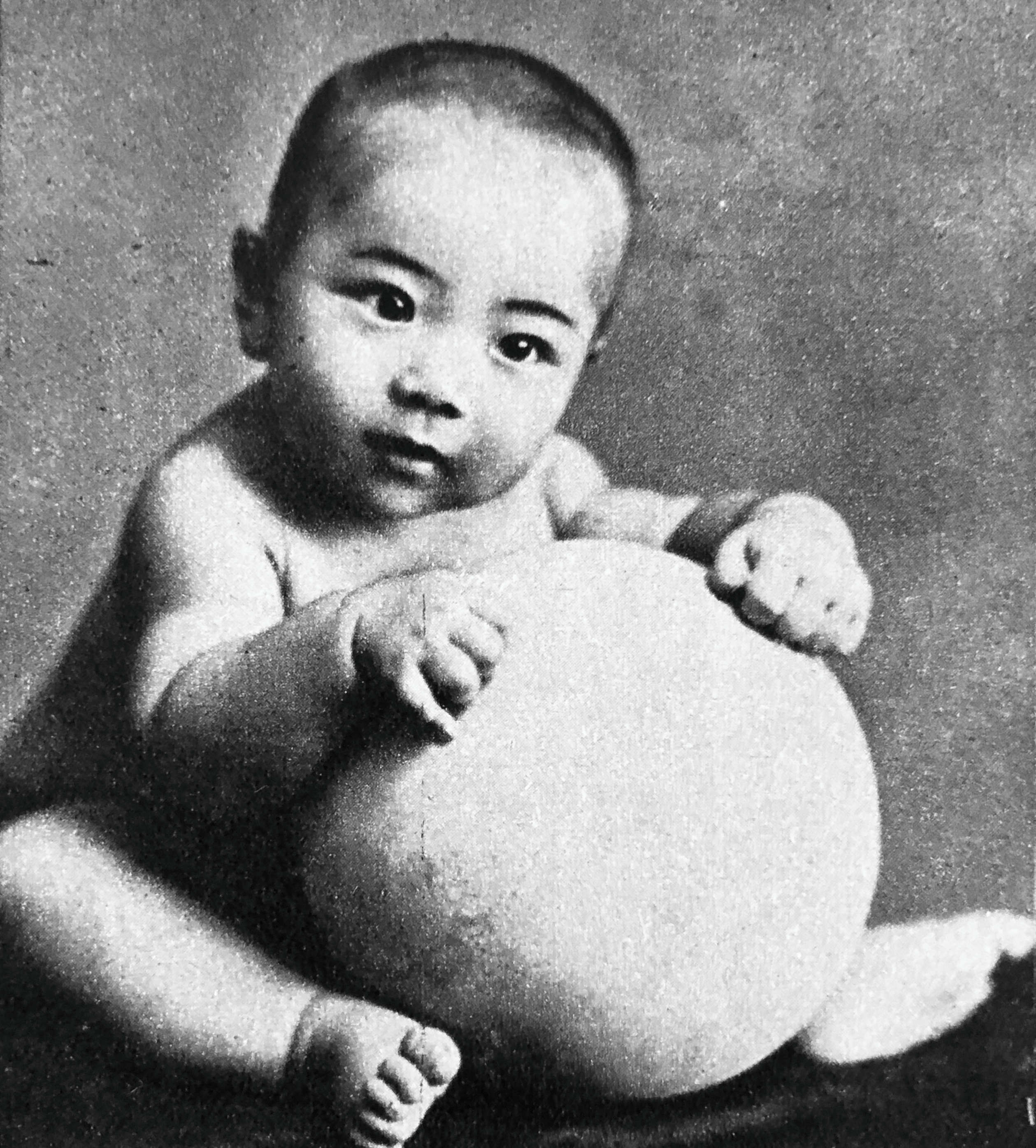
Toshirō Mifune all'età di un anno in una foto tratta dall'album di famiglia.

Toshirō Mifune nacque a Qingdao, nella provincia cinese dello Shandong, il 1º aprile del 1920, figlio primogenito di una coppia giapponese di religione cristiana metodista, al tempo stabilitasi in Cina con l'iniziale proposito di svolgervi l'attività di missionari. Suo padre, Tokuzo, era un fotografo originario di Yurihonjō, nella prefettura di Akita (nella regione del Tōhoku), mentre sua madre Sen, nata nella prefettura di Niigata (nella regione del Chūbu), era figlia di un hatamoto, un samurai di alto rango. Crebbe con la famiglia dapprima presso Dalian, nella provincia cinese del Liaoning, e poi, tra i quattro ed i diciannove anni d'età, in Manciuria, dove iniziò a lavorare nel laboratorio fotografico del padre.
Durante la seconda guerra mondiale, in seguito all'invasione giapponese della Cina, fu arruolato nell'aviazione nipponica in qualità di fotografo. Dopo essere stato rimpatriato in Giappone nel 1946, trovò lavoro grazie all'aiuto di alcuni amici presso gli studi cinematografici della Toho, in qualità di assistente operatore di ripresa.

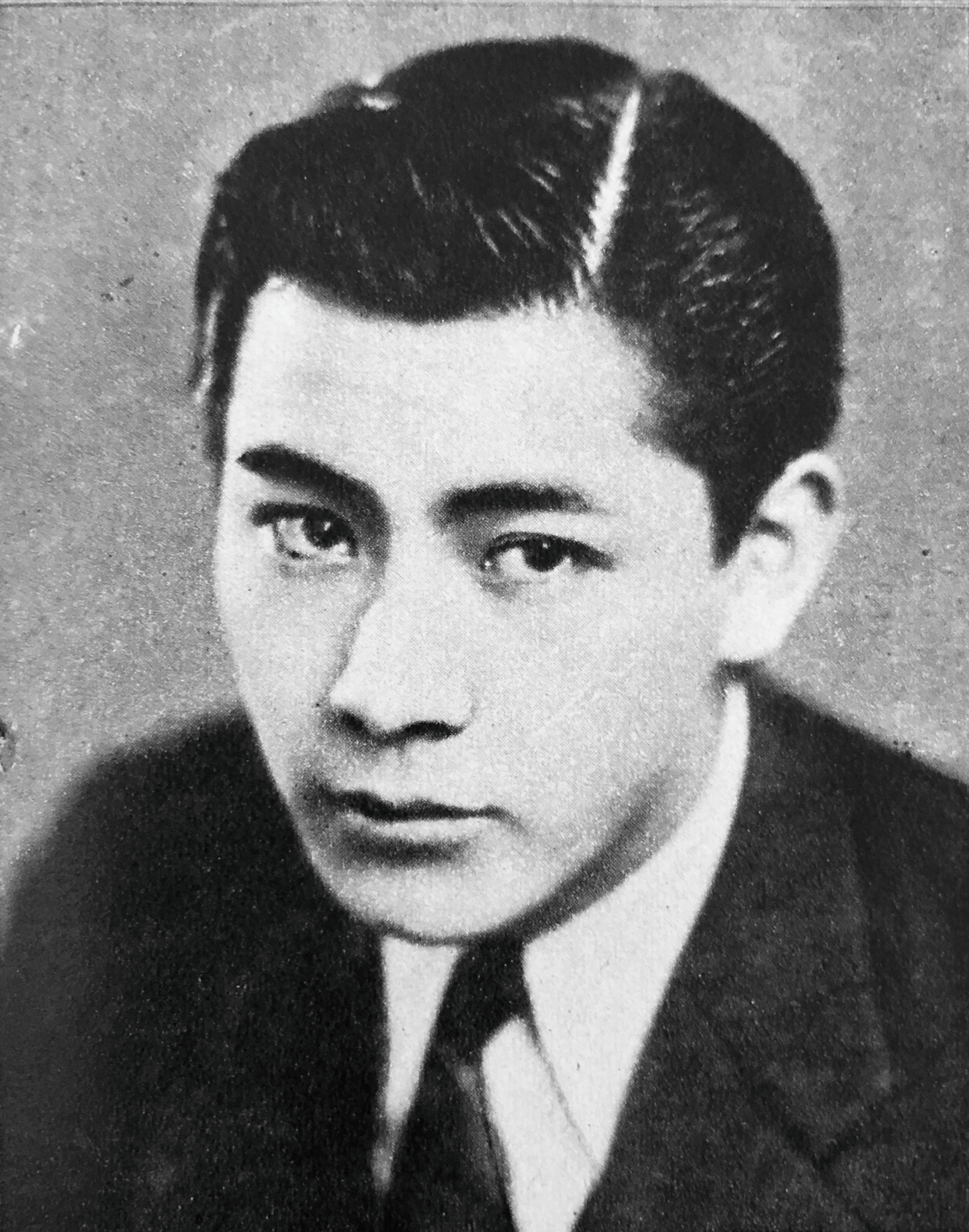
Toshirō Mifune nel 1939.

Nel 1947, a causa di uno sciopero che aveva coinvolto gran parte dei propri attori, gli studi Toho organizzarono un concorso per trovare nuovi volti da utilizzare nei propri film. A sua insaputa, Mifune fu iscritto al concorso da alcuni amici e successivamente scelto insieme ad altri 48 aspiranti attori e attrici, su una rosa di 4000 candidati. Nello stesso anno esordì nel film Le montagne d'argento, diretto da Senkichi Taniguchi, al fianco di Takashi Shimura, suo futuro partner cinematografico in diversi film di Kurosawa (insieme hanno recitato in più di 50 film).

### L'incontro con Akira Kurosawa
La svolta della sua carriera avvenne durante un provino per un film; l'esito fu negativo e Mifune non ottenne la parte, però la sua prestazione impressionò il regista Akira Kurosawa, che aveva assistito al provino e che lo scritturò per il suo successivo film, L'angelo ubriaco (1948). In questo film, Mifune si immedesimò talmente bene nel proprio ruolo, quello di uno yakuza tubercolotico, che il regista decise di ampliare la sua parte, originariamente secondaria e di promuoverlo come co-protagonista al fianco nuovamente di Takashi Shimura. Da questo film ebbe inizio il sodalizio tra Mifune e Kurosawa; l'attore interpretò il ruolo del protagonista in tutti i film del regista, eccetto Vivere (1952), fino al 1965.
Con il film Rashomon (1950) arrivò il successo internazionale per entrambi: il film vinse il Leone d'oro al Festival di Venezia del 1951 e successivamente anche l'Oscar al miglior film straniero e permise al cinema giapponese di farsi conoscere anche in occidente. Dopo questo film, seguirono altri ruoli importanti e sempre più maturi per Mifune sotto la guida di Kurosawa: interpretò il ruolo di Rogozin ne L'idiota (1951), il contadino e aspirante samurai Kikuchiyo ne I sette samurai (1954), recitò ne Il trono di sangue (1957), adattamento del Macbeth, tragedia di William Shakespeare, interpretò il finanziere Kôichi Nishi in I cattivi dormono in pace (1960), fu il samurai Sanjuro ne La sfida del samurai (1961), ruolo che gli permise di conquistare la Coppa Volpi come miglior attore a Venezia.
Parallelamente alle sue prove nelle pellicole di Kurosawa, Mifune fu diretto da altrettanto importanti cineasti, come Kenji Mizoguchi, Hiroshi Inagaki, Masaki Kobayashi, Ishirō Honda, Mikio Naruse, Keisuke Kinoshita. Il sodalizio con Kurosawa terminò nel 1965 con il film Barbarossa, a causa di alcune frizioni che nacquero tra i due; l'attore si risentì molto di non poter partecipare ad altri film durante la produzione, Kurosawa invece, dopo l'uscita del film, accusò Mifune di aver calibrato male la sua interpretazione. Le loro carriere si divisero e tra i due scese il gelo; si riconciliarono soltanto il giorno del funerale del regista Ishirō Honda, nel 1993, dopo quasi trent'anni di silenzio.

### Dopo Kurosawa
Dopo Barbarossa, Mifune proseguì la sua carriera recitando in numerosi altri film; prese parte anche a alcuni film statunitensi, come Duello nel Pacifico (1968), Sole rosso (1971), 1941 - Allarme a Hollywood (1979) di Steven Spielberg. Ma si dedicò anche ad altri film giapponesi, come Bushido - La spada del sole (1980), Morte di un maestro del tè (1989), e perfino alla miniserie televisiva Samurai senza padrone (1972-1973). Ebbe successo negli Usa partecipando alla serie televisiva Shōgun (1980), al fianco di Richard Chamberlain.
Era la prima scelta per il ruolo del maestro Miyagi nella quadrilogia di Karate Kid, ma venne scartato, poiché la sua audizione venne ritenuta troppo seria e severa, e anche per la mancata conoscenza della lingua inglese.

### Vita privata
Nel 1947 conobbe Sachiko Yoshimine al concorso indetto dagli studi Toho, e si sposarono tre anni dopo, nel febbraio del 1950; all'inizio contrari al matrimonio, i genitori di lei - un'agiata famiglia di Tokyo - si convinsero ad accettare la proposta di Mifune soltanto dopo una lunga opera di convincimento del regista Senkichi Taniguchi e di Akira Kurosawa. Dal matrimonio, durato fino alla morte di lei nel 1995, nacquero due figli (Shirō e Takeshi); Mifune ebbe anche una terza figlia, Mika, avuta nel 1982 da una relazione extraconiugale.
Fu grande amico degli attori Tatsuya Nakadai (con cui recitò in 16 film) e Scott Glenn, oltre che di William Holden e Charlton Heston.
Negli ultimi anni di vita, Mifune cominciò a soffrire di diversi problemi fisici che lo portarono bruscamente a ritirarsi a vita privata. Dopo che sua moglie Sachiko morì nel 1995 a causa di un cancro al pancreas, Mifune cadde in un profondo stato di depressione e il contemporaneo sopraggiungere della malattia di Alzheimer e di un tumore ne minarono inevitabilmente la salute. Morì all'ospedale di Mitaka (Tokyo) il 24 dicembre del 1997, all'età di 77 anni, otto mesi prima di Akira Kurosawa.

### Opere postume
La software house Capcom dal 2020, ha impiegato due anni per ottenere i diritti d'mmagine di Mifune per il videogioco in sviluppo Onimusha: Way of the Sword.

## Filmografia

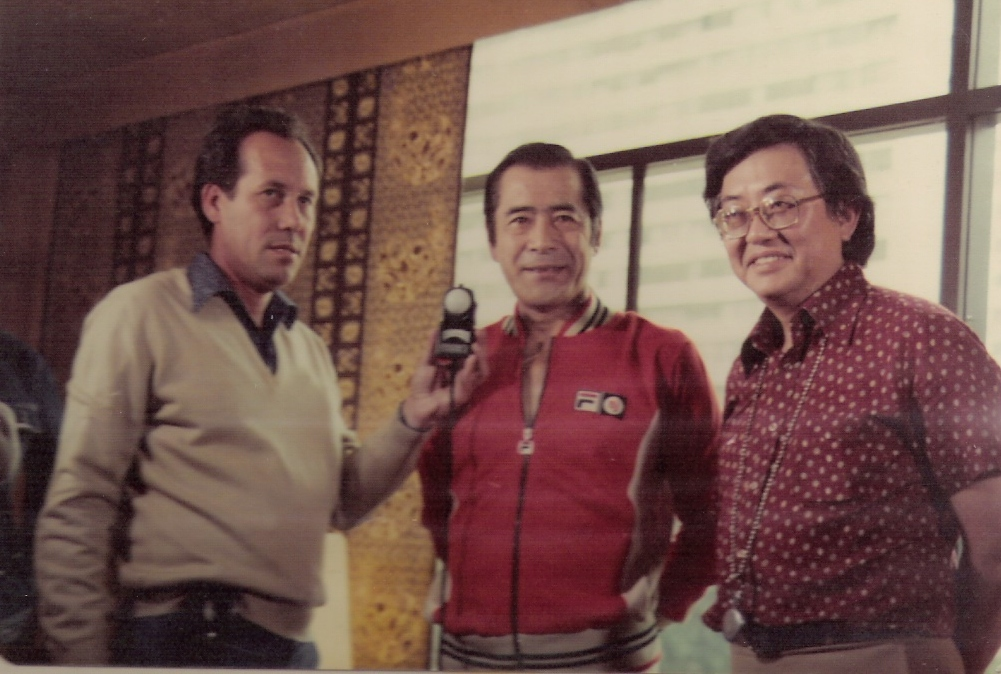
Toshirō Mifune (al centro) negli anni '70

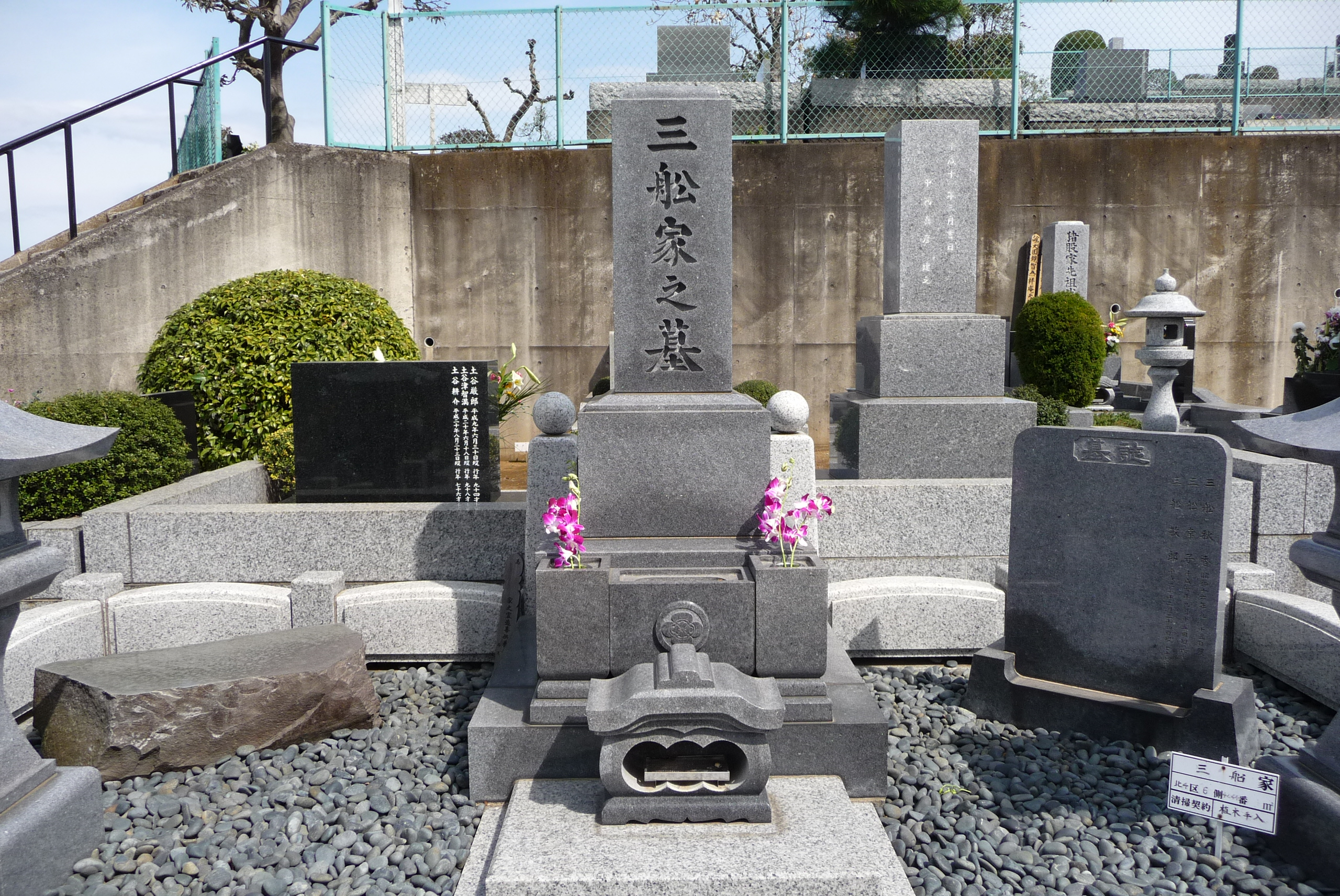
La tomba di Toshirō Mifune al cimitero di Kawasaki (Kanagawa)

### Attore

#### Cinema
- Le montagne d'argento (Ginrei no hate), regia di Senkichi Taniguchi (1947)
- Shin baka jidai: Zenpen, regia di Kajirō Yamamoto (1947)
- Shin baka jidai: Kôhen, regia di Kajirō Yamamoto (1947)
- L'angelo ubriaco (Yoidore tenshi), regia di Akira Kurosawa (1948)
- Il duello silenzioso (Shizukanaru kettō), regia di Akira Kurosawa (1949)
- Jakoman to Tetsu, regia di Senkichi Taniguchi (1949)
- Cane randagio (Nora inu), regia di Akira Kurosawa (1949)
- Datsugoku, regia di Kajirō Yamamoto (1950)
- Ishinaka sensei gyojoki, regia di Mikio Naruse (1950)
- Scandalo (Shūbun), regia di Akira Kurosawa (1950)
- Konyaku yubiwa, regia di Keisuke Kinoshita (1950)
- Rashomon (Rashōmon), regia di Akira Kurosawa (1950)
- Sasaki Kojiro, regia di Hiroshi Inagaki (1950)
- Ai to nikushimi no kanata e, regia di Senkichi Taniguchi (1951)
- Aika, regia di Kajirō Yamamoto (1951)
- L'idiota (Hakuchi), regia di Akira Kurosawa (1951)
- Kaizoku-sen, regia di Hiroshi Inagaki (1951)
- Sengoha obake taikai, regia di Kiyoshi Saeki (1951)
- Kanketsu Sasaki Kojirō - Ganryū-jima kettō, regia di Hiroshi Inagaki (1951)
- Bakurō ichidai, regia di Keigo Kimura (1951)
- Onnagokoro dare ka shiru, regia di Kajirō Yamamoto (1951)
- Araki Mataemon - Kettō kagiya no tsuji, regia di Kazuo Mori (1952)
- Muteki, regia di Senkichi Taniguchi (1952)
- La vita di O-Haru - Donna galante (Saikaku ichidai onna), regia di Kenji Mizoguchi (1952)
- Kin no tamago - Golden Girl, regia di Yasuki Chiba (1952)
- Sengoku burai, regia di Hiroshi Inagaki (1952)
- Tōkyō no koibito, regia di Yasuki Chiba (1952)
- Gekiryu, regia di Senkichi Taniguchi (1952)
- Minato e kita otoko, regia di Ishirō Honda (1952)
- Fukeyo haru kaze, regia di Senkichi Taniguchi (1953)
- Hoyo, regia di Masahiro Makino (1953)
- Himawari musume, regia di Yasuki Chiba (1953)
- Operazione kamikaze (Taiheiyō no washi), regia di Ishirō Honda (1953)
- I sette samurai (Shichinin no samurai), regia di Akira Kurosawa (1954)
- Miyamoto Musashi, regia di Hiroshi Inagaki (1954)
- Shiosai, regia di Senkichi Taniguchi (1954)
- Mitsuyu-sen, regia di Toshio Sugie (1954)
- Dansei No. 1, regia di Kajirō Yamamoto (1955)
- Tenka taihei, regia di Toshio Sugie (1955)
- Zoku tenka taihei, regia di Toshio Sugie (1955)
- Otoko arite, regia di Seiji Maruyama (1955)
- Zoku Miyamoto Musashi - Ichijōji no kettō, regia di Hiroshi Inagaki (1955)
- Testimonianza di un essere vivente (Ikimono no kiroku), regia di Akira Kurosawa (1955)
- Miyamoto Musashi kanketsuhen - Kettō Ganryūjima, regia di Hiroshi Inagaki (1956)
- Kuro-obi sangokushi, regia di Senkichi Taniguchi (1956)
- Ankokugai, regia di Kajirō Yamamoto (1956)
- Aijō no kessan, regia di Shin Saburi (1956)
- Tsuma no kokoro, regia di Mikio Naruse (1956)
- Narazu-mono, regia di Nobuo Aoyagi (1956)
- Shujinsen, regia di Hiroshi Inagaki (1956)
- Il trono di sangue (Kumonosu-jō), regia di Akira Kurosawa (1957)
- Arashi no naka no otoko, regia di Senkichi Taniguchi (1957)
- Kono futari ni sachi are, regia di Ishirō Honda (1957)
- Yagyū bugeichō, regia di Hiroshi Inagaki (1957)
- Kiken na eiyu, regia di Hideo Suzuki (1957)
- I bassifondi (Donzoko), regia di Akira Kurosawa (1957)
- Shitamachi, regia di Yasuki Chiba (1957)
- Yagyu bugeicho - Ninjitsu, regia di Hiroshi Inagaki (1958)
- Tōkyō no kyūjitsu, regia di Kajirō Yamamoto (1958)
- L'uomo del riksciò (Muhomatsu no issho), regia di Hiroshi Inagaki (1958)
- Yajikita dochu sugoroku, regia di Yasuki Chiba (1958)
- Kekkon no subete, regia di Kihachi Okamoto (1958) - non accreditato
- Jinsei gekijō - Seishun hen, regia di Toshio Sugie (1958)
- La fortezza nascosta (Kakushi-toride no san-akunin), regia di Akira Kurosawa (1958)
- Ankokugai no kaoyaku, regia di Kihachi Okamoto (1959)
- Yamato il grande samurai (Aru kengo no shogai), regia di Hiroshi Inagaki (1959)
- Le scimitarre dei mongoli (Sengoku gunto-den), regia di Toshio Sugie (1959)
- L'avamposto dei disperati (Dokuritsu gurentai), regia di Kihachi Okamoto (1959)
- Nippon tanjō, regia di Hiroshi Inagaki (1959)
- Ankokugai no taiketsu, regia di Kihachi Okamoto (1960)
- Kunisada Chūji, regia di Senkichi Taniguchi (1960)
- 8 dicembre 1941 Tokio ordina: distruggete Pearl Harbor (Hawai Middowei daikaikūsen - Taiheiyō no arashi), regia di Shūe Matsubayashi e Hugo Grimaldi (1960)
- Otoko tai otoko, regia di Senkichi Taniguchi (1960)
- I cattivi dormono in pace (Warui yatsu hodo yoku nemuru), regia di Akira Kurosawa (1960)
- Sararîman Chūshingura, regia di Toshio Sugie (1960)
- Ōsaka-jō monogatari, regia di Hiroshi Inagaki (1961)
- Zoku sararîman Chūshingura, regia di Toshio Sugie (1961)
- La sfida del samurai (Yōjinbō), regia di Akira Kurosawa (1961)
- Gen to fudōmyō-ō, regia di Hiroshi Inagaki (1961)
- Sanjuro (Tsubaki Sanjūrō), regia di Akira Kurosawa (1962)
- Il dominatore degli Indios (Ánimas Trujano (El hombre importante)), regia di Ismael Rodríguez (1962)
- Doburoku no Tatsu, regia di Hiroshi Inagaki (1962)
- Zoku shachō yōkōki, regia di Toshio Sugie (1962)
- Chūshingura, regia di Hiroshi Inagaki (1962)
- L'ultimo volo delle aquile (Taiheiyo no tsubasa), regia di Shūe Matsubayashi (1963)
- Anatomia di un rapimento (Tengoku to jigoku), regia di Akira Kurosawa (1963)
- Gojuman-nin no isan, regia di Toshirō Mifune (1963)
- Il grande corsaro (Dai tozoku), regia di Senkichi Taniguchi (1963)
- Shikonmado - Dai tatsumaki, regia di Hiroshi Inagaki (1964)
- Samurai, regia di Kihachi Okamoto (1965)
- Barbarossa (Akahige), regia di Akira Kurosawa (1965)
- Sugata Sanshiro, regia di Seiichirō Uchikawa (1965)
- Taiheiyō kiseki no sakusen - Kisuka, regia di Seiji Maruyama (1965)
- Chi to suna, regia di Kihachi Okamoto (1965)
- Abare Goemon, regia di Hiroshi Inagaki (1966)
- Dai-bosatsu tōge, regia di Kihachi Okamoto (1966)
- Le avventure di Takla Makan (Kiganjō no bōken), regia di Senkichi Taniguchi (1966)
- Doto ichiman kairi, regia di Jun Fukuda (1966)
- Grand Prix, regia di John Frankenheimer (1966)
- L'ultimo samurai (Jōi-uchi - Hairyō tsuma shimatsu), regia di Masaki Kobayashi (1967)
- Nihon no ichiban nagai hi, regia di Kihachi Okamoto (1967)
- Chikadō no taiyō made, regia di Kei Kumai (1968)
- Dal Pentagono al Pacifico: uccidete Yamamoto! (Rengō kantai shirei chōkan - Yamamoto Isoroku), regia di Seiji Maruyama (1968)
- Gion matsuri, regia di Daisuke Itō e Tetsuya Yamauchi (1968)
- Duello nel Pacifico (Hell in the Pacific), regia di John Boorman (1968)
- Fūrin kazan, regia di Hiroshi Inagaki (1969)
- Safari 5000 (Eiko e no 5000 kiro), regia di Koreyoshi Kurahara (1969)
- La battaglia di Port Arthur (Nihonkai daikaisen), regia di Seiji Maruyama (1969)
- Akage, regia di Kihachi Okamoto (1969)
- Shinsengumi, regia di Tadashi Sawashima (1969)
- Zatōichi to Yōjinbō, regia di Kihachi Okamoto (1970)
- Bakumatsu, regia di Daisuke Itō (1970)
- Machibuse, regia di Hiroshi Inagaki (1970)
- Aru heishi no kake, regia di Keith Larsen, Koji Senno e Nobuaki Shirai (1970)
- Gekido no showashi 'Gunbatsu', regia di Hiromichi Horikawa (1970)
- Sole rosso (Soleil rouge), regia di Terence Young (1971)
- Buona fortuna maggiore Bradbury (Paper Tiger), regia di Ken Annakin (1975)
- La battaglia di Midway (Midway), regia di Jack Smight (1976)
- Otoko no shiken (1977)
- Ningen no shōmei, regia di Jun'ya Satō (1977)
- Nippon no don - Yabohen, regia di Sadao Nakajima (1977)
- Yagyū ichizoku no inbō, regia di Kinji Fukasaku (1978)
- Inubue, regia di Sadao Nakajima (1978)
- Ogin-sama, regia di Kei Kumai (1978)
- Akō-jō danzetsu, regia di Kinji Fukasaku (1978)
- Nihon no don - Kanketsuhen, regia di Sadao Nakajima (1978)
- Tono Eijirō no Mito Kōmon, regia di Tetsuya Yamauchi (1978)
- Rebus per un assassinio (Winter Kills), regia di William Richert (1979)
- Kindaichi Kosuke no boken, regia di Nobuhiko ōbayashi (1979)
- Onmitsu dōshin - ōedo sōsamō, regia di Akinori Matsuo (1979)
- 1941 - Allarme a Hollywood (1941), regia di Steven Spielberg (1979)
- 203 kochi, regia di Toshio Masuda (1980)
- Inchon, regia di Terence Young (1981)
- Bushido - La spada del sole (The Bushido Blade), regia di Tsugunobu Kotani (1981)
- L'ultima sfida (The Challenge), regia di John Frankenheimer (1982)
- Seiha, regia di Sadao Nakajima (1982)
- Jinsei gekijo, regia di Kinji Fukasaku, Sadao Nakajima e Jun'ya Satō (1983)
- Nihonkai daikaisen - Umi yukaba, regia di Toshio Masuda (1983)
- Umitsubame Jyo no kiseki, regia di Toshiya Fujita (1984)
- Seijo densetsu, regia di Tōru Murakawa (1985)
- Genkai tsurezure-bushi, regia di Masanobu Deme (1986)
- Sicilian Connection, regia di Tonino Valerii (1987)
- Otoko wa tsurai yo - Shiretoko bojō, regia di Yōji Yamada (1987)
- Taketori monogatari, regia di Kon Ichikawa (1987)
- CF gâru, regia di Izō Hashimoto (1989)
- Morte di un maestro del tè (Sen no Rikyu - Honkakubō ibun), regia di Kei Kumai (1989)
- Haru kuru oni, regia di Akira Kobayashi (1989)
- Sutoroberi rodo, regia di Koreyoshi Kurahara (1991)
- Shogun Mayeda (Kabuto), regia di Gordon Hessler (1991)
- L'ombra del lupo (Shadow of the Wolf), regia di Jacques Dorfmann e Pierre Magny (1992)
- Il prezzo della vita (Picture Bride), regia di Kayo Hatta (1994)
- Fukai kawa, regia di Kei Kumai (1995)

#### Televisione
- Gonin no nobushi - miniserie TV (1968)
- Dai Chūshingura - serie TV (1971)
- Samurai senza padrone (Kōya no surōnin) - serie TV (1972)
- Kōya no yōjinbō - miniserie TV (1973)
- Ken to kaze to komoriuta - serie TV (1976)
- Kakushimetsuke sanjo - miniserie TV (1977)
- Muhogai no suronin - serie TV (1977)
- Edo no taka - serie TV (1978)
- Kakekomibiru nanagoshitsu - miniserie TV (1979)
- Shogun - miniserie TV (1980)
- Shōgun - Il signore della guerra (Shogun), regia di Jerry London - film TV (1980)
- Musumeyo! Ai to namida no tsubasa de tobe - film TV (1981)
- Bungo torimonocho - miniserie TV (1981)
- Sekigahara, regia di Shin'ichi Kamoshita e Ichiro Takahashi - film TV (1981)
- Shingo juban shobu dai ichibu - film TV (1981)
- Kyukei no koya, regia di Hideo Onchi - film TV (1981)
- Suronin makaritoru - miniserie TV (1981)
- Shiawase no kiiroi hankachi, regia di Tomio Kuriyama - film TV (1982)
- Shingo juban shobu dai nibu - film TV (1982)
- Suronin makaritoru dai nibu akatsuki no shito, regia di Akinori Matsuo - film TV (1982)
- Shingo juban shobu dai sanbu ai ni iki-ken ni ikiru seishun - film TV (1982)
- Suronin makaritoru dai sanbu chikemuri no yado - film TV (1982)
- Suronin makyosashodani no himitsu - film TV (1983)
- Yusha ha katarazu - miniserie TV (1983)
- Suronin makaritoru dai yonbu sarumo jigoku nokorumo jigoku - film TV (1983)
- Suronin makaritoru dai gobu namida ni kieru mikka gokuraku - film TV (1983)
- Makyo sessho-tani no himitsu, regia di Kiyoshi Nishimura - film TV (1983)
- Sanga moyu - serie TV (1984)
- Moetechiru hono no kenshi Okita Sohji, regia di Mitsumasa Saitō - film TV (1984)
- Natsu no deai, regia di Akira Sakazaki - film TV (1984)

### Regista
- Gojuman-nin no isan (1963)

### Produttore
- Gojuman-nin no isan, regia di Toshirō Mifune (1963)
- Chi to suna, regia di Kihachi Okamoto (1965)
- Le avventure di Takla Makan (Kiganjō no bōken), regia di Senkichi Taniguchi (1966)
- Doto ichiman kairi, regia di Jun Fukuda (1966)
- L'ultimo samurai (Jōi-uchi - Hairyō tsuma shimatsu), regia di Masaki Kobayashi (1967)
- Chikadō no taiyō made, regia di Kei Kumai (1968)
- Fūrin kazan, regia di Hiroshi Inagaki (1969)
- Akage, regia di Kihachi Okamoto (1969)
- Shinsengumi, regia di Tadashi Sawashima (1969)
- Machibuse, regia di Hiroshi Inagaki (1970)
- Futari dake no asa, regia di Takeshi 'Ken' Matsumori (1971)
- Samurai senza padrone (Kōya no surōnin) - serie TV (1972)
- Inubue, regia di Sadao Nakajima (1978)
- Onmitsu dōshin - ōedo sōsamō, regia di Akinori Matsuo (1979)
- Umitsubame Jyo no kiseki, regia di Toshiya Fujita (1984)

## Doppiatori italiani
Nelle versioni in italiano dei suoi film, Toshiro Mifune è stato doppiato da:
- Natalino Libralesso ne La fortezza nascosta (1º ridoppiaggio 1980), La sfida del samurai (1º ridoppiaggio 1984), L'angelo ubriaco (doppiaggio tardivo 1984), Cane randagio (doppiaggio tardivo 1986), I sette samurai (ridoppiaggio 1986)
- Andrea Ward in Cane randagio (ridoppiaggio 2005), La fortezza nascosta (2º ridoppiaggio 2007), La sfida del samurai (2º ridoppiaggio 2007), I bassifondi (doppiaggio tardivo 2008), Testimonianza di un essere vivente (doppiaggio tardivo)
- Emilio Cigoli ne La vita di O-Haru - Donna galante, Il trono di sangue, L'uomo del riksciò, Sole rosso
- Arturo Dominici ne Le avventure di Takla Makan, L'ultima sfida
- Arnoldo Foà in Rashomon
- Stefano Sibaldi ne I sette samurai
- Rolf Tasna ne La fortezza nascosta
- Sergio Graziani in Anatomia di un rapimento
- Riccardo Mantoni in Grand Prix
- Roberto Villa ne La battaglia di Midway
- Marcello Tusco in Bushido - La spada del sole
- Sergio Rossi in Samurai senza padrone
- Michele Kalamera in Morte di un maestro del tè
- Giovanni Petrucci ne I cattivi dormono in pace (doppiaggio tardivo)
- Raffaele Farina in Sanjuro (doppiaggio tardivo)
- Raffaele Uzzi in Barbarossa (doppiaggio tardivo)

## Premi e riconoscimenti
- British Academy of Film and Television Arts Awards
  - Miglior attore straniero 1954 per I sette samurai (Shichinin no samurai)
- Burū Ribon Shō 
  - Miglior attore 1962 per La sfida del samurai (Yojimbo) e Il dominatore degli Indios ( Ánimas Trujano/El hombre importante)
  - Miglior attore 1966 per Barbarossa (Akahige)
  - Miglior attore non protagonista 1988 per Otoko wa tsurai yo: Shiretoko bojô
- Fotogramas de plata
  - Miglior attore straniero 1968 per Barbarossa (Akahige) e per Anatomia di un rapimento (Tengoku to jigoku)
- Kinema Junpo Awards
  - Miglior attore 1962 per La sfida del samurai (Yojimbo) e Ôsaka-jô monogatari
  - Miglior attore 1969 per Dal Pentagono al Pacifico: uccidete Yamamoto! (Rengō kantai shirei chōkan - Yamamoto Isoroku) e per Gion matsuri
- Mainichi Film Concours
  - Miglior attore 1958 per Il trono di sangue (Kumonosu-jô), Shitamachi e I bassifondi (Donzoko)
  - Miglior attore non protagonista:1987 per Otoko wa tsurai yo: Shiretoko bojô
  - Premio speciale alla carriera 1988
- Montréal World Film Festival
  - Premio speciale del Festival 1985
- Mostra internazionale d'arte cinematografica di Venezia
  - Coppe Volpi al miglior attore 1961 per La sfida del samurai (Yojimbo)
  - Coppe Volpi al miglior attore 1965 per Barbarossa (Akahige)
- Nippon Akademī-shō
  - Premio speciale alla carriera 1988
  - Premio alla carriera 1995